# Brunhilde Peter
Brunhilde „Bruni“ Peter (* 4. Oktober 1925 als Brunhilde Danz in Mainz; † 21. Januar 2014) war eine deutsche Politikerin (SPD). 

## Leben
Peter studierte Germanistik, katholische Theologie und Philosophie und promovierte zum Dr. phil. Im Jahre 1964 trat sie der SPD bei. 1965 gehörte sie zu den Gründungsmitgliedern der Volkshochschule in Dillingen, für deren Arbeit sie sich über 40 Jahre lang engagierte. Zugleich war sie Präsidentin des Saarländischen Volkshochschulverbandes. 1970 wurde sie erstmals in den Landtag des Saarlandes gewählt, dem sie auch in den folgenden drei Legislaturperioden angehörte. In sieben Jahren dieser Zeit war sie bildungspolitische Sprecherin der Fraktion. Im Jahre 1973 gründete sie den Landesverband der Arbeitsgemeinschaft sozialdemokratischer Frauen (AsF) im Saarland und wurde dessen Vorsitzende. Ebenso wirkte sie im Vorstand auf Bundesebene mit. Als 1985 die SPD erstmals die Mehrheit im saarländischen Landtag erreichte, wurde sie im Kabinett Lafontaine I Ministerin für Soziales, Arbeit und Gesundheit und zugleich stellvertretende Ministerpräsidentin. Im Kabinett Lafontaine II war sie vom 21. Februar 1990 bis zum 18. Februar 1991 Ministerin für Arbeit und Frauen. Nach ihrem Abschied aus der Landespolitik setzte sie sich als Vorsitzende der „AG 60 plus“ verstärkt für die Belange älterer Menschen ein. 1996 wurde sie von der Bundes-SPD an die Spitze des Seniorenrates der Partei berufen. 
Brunhilde Peter war mit Rudi Peter verheiratet. Sie wurde Mutter zweier Söhne sowie der Grünen-Politikerin Simone Peter. Sie lebte in Dillingen/Saar.

## Werke
- Brunhilde Peter: Die theologisch-philosophische Gedankenwelt des Heinrich Frauenlob. Speyer 1957 (Diss.)